# LG Q70
LG Q70는 LG전자가 설계하고 제조한 안드로이드 스마트폰이자, LG Q 시리즈의 2019년형 모델이다. 2019년 8월 29일, 국내 언론을 통해 공개되었으며 2019년 9월 6일 출시되었다. 기존의 LG Q 시리즈와는 다르게 플래그쉽 라인업인 LG V 시리즈와 경쟁작인 삼성 갤럭시 A 시리즈에 사용되었던 두자릿수 넘버링이 적용되었다. LG전자 스마트폰 최초로 기존의 노치 디자인이 아닌 삼성 갤럭시 A9 프로의 펀치홀 디스플레이와 유사한 홀 인 디스플레이를 탑재했다.

## 운영 체제 / 소프트웨어 내역

### 안드로이드 9.0 파이
LG Q70는 안드로이드 9.0 파이를 기본으로 탑재하고 출시되었다. 소프트웨어는 LG UX 8.0이 적용되었다.

## 기능

### 디스플레이

#### 홀 인 디스플레이
LG Q70은 LG전자 스마트폰 최초로 홀 인 디스플레이가 적용되었다. 기존의 뉴 세컨드 스크린이라고 불렸던 노치 디자인과는 달리, 화면의 좌측 상단에 전면 카메라 렌즈가 있는 부분에 구멍을 뚫고 나머지 부분을 디스플레이로 채워 베젤 영역을 최소화한 방식의 디스플레이다. 삼성전자의 갤럭시 S10 시리즈와 갤럭시 A 시리즈 2019년도 모델들에 적용된 펀치홀 디스플레이와 같은 방식이다. LG전자 측에서는 홀 인 디스플레이를 통해 동영상을 보거나 게임 컨텐츠를 즐기면 기존의 스마트폰보다 더 높은 몰입감을 느낄 수 있다고 밝혔다.

### 카메라

#### 트리플 카메라
LG Q70에는 후면에 3개의 렌즈가 배치되어 있는 트리플 카메라를 탑재했다. 구성은 3200만 화소의 기본 렌즈, 초광각 사진을 찍을 때 쓰는 1300만 화소의 120도 광각 렌즈, 물체의 깊이를 계산해 아웃포커스 기능을 구현할 수 있는 500만 화소의 심도 센서로 되어있다. 또한 AI 칩이 탑재되어 AI 카메라 기능이 강화되었으며, 인접하는 4개의 픽셀을 하나의 픽셀로 묶는 쿼드 셀 기술을 적용해 야간 저조도 상황에서도 더 밝고 선명한 사진을 찍을 수 있다.

#### AI 카메라
AI 카메라는 실행 시 AI가 피사체를 인식한 후 알아서 그에 맞는 색감, 반사광, 채광 등을 가진 촬영 모드를 추천해주는 기능이다. 인식하는 도중 "여자", "풍경" 등의 피사체의 정보가 담긴 단어가 화면에 뜨며, 터치 한 번으로 추천 모드를 실행할 수 있게 버튼을 띄워준다. 반려동물, 일출, 일몰, 풍경, 도시 등 총 19개의 촬영 대상을 인식할 수 있다.

#### 아웃포커스
아웃포커스는 원하는 대상을 선택한 후, 그 대상을 제외한 나머지 배경을 흐리게 하여 대상을 더욱 강조하여 촬영할 수 있는 기능이다. 사진 촬영 시의 아웃포커스는 전후면 모두 지원되며, 전면 카메라에 한정하여 동영상 촬영 시의 아웃포커스 기능을 사용할 수 있다.

### 오디오

#### Hi-Fi Quad DAC
DAC(Digital to Analog Converter)은 디지털 신호를 사람이 들을 수 있는 아날로그 신호로 변환해주는 장치이다. 쿼드 DAC는 디지털 신호의 잡음을 최대 50%까지 감소시켜서 원음에 가까운 소리를 낼 수 있게 해 준다. ESS 사의 Sabre 쿼드 DAC가 적용되었으며, 전작과 동일하게 24비트는 물론, 32비트 음원을 재생할 수 있다.

#### DTS:X 입체 음향
LG전자는 오디오 전문 기업인 엑스페리와의 독점 파트너쉽을 통해 영화, 음악 등을 감상할 때 더 생생한 소리를 들을 수 있는 DTS:X 3D 입체 음향 기능을 지원한다. 와이드, 왼쪽, 오른쪽 총 3가지의 모드로 설정할 수 있으며 이어폰을 끼면 최대 7.1 채널의 입체 음향을 들을 수 있다. 이어폰을 끼지 않고 스피커로 소리를 들을 때에도 3D 입체 음향을 느낄 수 있다. 전용 콘텐츠뿐만 아니라 기본 음악 앱이나 비디오 앱 이외에도 어떤 콘텐츠의 종류에 상관없이 입체 음향 설정을 적용할 수 있다.

### 멀티태스킹

#### 구글 어시스턴트 키
LG전자는 구글과의 협력을 통해 구글 사의 인공지능인 구글 어시스턴트를 바로 실행할 수 있는 구글 어시스턴트 키를 기기의 좌측면 음량조절 버튼 아래에 추가했다. 구글 어시스턴트 키를 길게 한 번만 누르면 구글 어시스턴트를 호출할 수 있고, 빠르게 두 번 누르면 구글 렌즈 기능을 실행할 수 있다. LG전자에서는 사용자들이 구글 어시스턴트 키를 통해 구글 어시스턴트를 워키토키 (무전기)처럼 사용할 수 있다고 밝혔다.

#### Q보이스
LG 옵티머스 G에서 처음 선보이고, 2018년 2월 LG V30S ThinQ의 출시와 함께 다시 부활한 LG전자의 인공지능 비서이다. 기존의 전화 걸기, 메시지 보내기, 앱 실행, 음악 재생, 검색 등의 기능을 지원한다. 구글 어시스턴트 연동 독자 명령어를 지원하며, 구글 어시스턴트가 할 수 없는 문자 읽어주기와 32개의 독점 명령어를 인식할 수 있다. 음성명령으로 LG페이와 연동해서 통장 잔고나 카드 내역 등을 확인할 수 있는 명령어를 지원하며, 또한 Q링크와 연동하여 인공지능 가전을 음성명령으로 원격제어할 수 있다. 명령어는 "하이 엘지"(Hi, LG.)이다.

### 기타
전작인 LG Q8 (2018)에 이어서 일체형 배터리가 적용되었다. 또한 1.5m 수심에서 30분까지 작동할 수 있는 IP68 등급의 방수방진이 채택되었다.  미군에서 진행하는 내구성 테스트인 MIL-STD 810G 통과 인증을 받았으며, 퀄컴 사의 퀵차지 3.0을 적용해 고속 충전을 지원한다.

#### 미러 디자인
LG G8S ThinQ에 처음 적용되었던 미러 디자인이 LG Q70에도 적용되었다. 후면에 유리 소재의 글래스 디자인을 적용해 유광 느낌의 컬러를 냈다. 이름처럼 실제로 후면 유리가 거울같이 다른 물체들이 보일 정도로 반사된다. 다만, 소재와는 별개로 무선충전 기능은 탑재되지 않았다.

#### LG 페이
LG 페이는 2017년 6월 1일, G6 32GB와 G6+ 출시와 함께 추가된 LG전자의 모바일 결제 서비스이다. 경쟁 중인 서비스는 애플 페이와 삼성 페이이며, 결제 방식으로는 NFC (근거리 무선 통신)와 MST (마그네틱 보안전송) 방식을 지원한다.

#### 생체인식
LG Q70은 전작들이 지원하는 패턴, 노크온, 에이리어 타입 지문인식을 모두 지원한다. 다만 LG전자 측에서는 전작들과 마찬가지로 보안이 취약할 수 있기 때문에 패턴, 노크온, 지문인식을 사용하길 권장했다.

## 색상
- 미러 블랙

## 같이 보기
- LG Q 시리즈
- LG Q9
- LG Q8 (2018)

## 경쟁 기종
- 삼성 갤럭시 A9 프로
- 삼성 갤럭시 A70
- 삼성 갤럭시 A50